# Jan-Olof Tjäder
Jan-Olof Tjäder, född den 11 september 1921 i Ukna församling, Kalmar län, död den 10 november 1998 i Uppsala, var en svensk klassisk filolog. Han var bror till Börje Tjäder.
Tjäder avlade studentexamen i Västervik 1941, filosofisk ämbetsexamen i Uppsala  1945 och filosofie licentiatexamen där 1948. Han promoverades till filosofie doktor vid Uppsala universitet 1956. Tjäder var docent och universitetslektor där 1956–1967, blev forskardocent i latinsk paleografi och diplomatik 1968 och tilldelades professors namn 1977. Han var medlem av International ancient book society i Basel, svensk representant i Comité international de paléographie latine i Paris och sekreterare i Humanistiska Vetenskapssamfundet i Uppsala 1982–1995. Bland Tjäders skrifter märks  Die nichtliterarischen lateinischen Papyri Italiens aus der Zeit 445–700, del l och 3 (doktorsavhandling 1954–1955). Han var medarbetare i Chartae latinae antiquiores och i Nationalencyklopedin. Tjäder vilar i sin hustrus familjegrav på Uppsala gamla kyrkogård.